# Alex Tamba Brima
Alex Tamba Brima, también conocido como Gullit (23 de noviembre de 1971-9 de junio de 2016), fue un comandante de Sierra Leona, uno del grupo de diecisiete soldados en las Fuerzas Armadas de Sierra Leona quien los llamó Fuerzas Armadas del Consejo Revolucionario (AFRC) que lideraron un golpe de Estado que derrocó al presidente Ahmad Tejan Kabbah en mayo de 1997. El 19 de julio de 2007 fue condenado y sentenciado a 50 años en prisión por cometer crímenes de guerra y crímenes contra la humanidad durante la guerra civil de Sierra Leona.

## Biografía
Nació en el pueblo de Yaryah, distrito de Kono, Sierra Leona, de padres del grupo étnico Kono. En abril de 1985 se unió al Ejército de Sierra Leona, donde fue promovido al rango de sargento del personal. En 1998, Brima fue invitado por Johnny Paul Koroma para unirse al consejo supremo del AFRC. En esta capacidad, Brima fue comandante del AFRC y las fuerzas del Frente Revolucionario Unido atacaron civiles en las zona norte, este, y centro de Sierra Leona en 1998 y en Freetown en enero de 1999.
Brima fue acusado el 7 de marzo de 2003 fue arrestado el 10 de marzo de 2003, y su juicio antes del Tribunal especial para Sierra Leona empezó el 7 de marzo de 2005. Fue juzgado con Brima Bazzy Kamara y Santigie Borbor Kanu. Brima fue declarado culpable de crímenes contra la humanidad y crímenes de guerra el 20 de junio de 2007, incluyendo cargos de asesinato, violación, trabajo forzado, y el uso de niños soldados. Él y sus compañeros de condena de acusados fueron las primeras condenas por el Tribunal Especial para Sierra Leona y fue también la primera vez cualquiera había sido condenado por el derecho penal internacional de usar niños soldados. El 19 de julio de 2007, Brima fue sentenciado a 50 años de prisión.